# Павлов Микола Володимирович
Микола Володимирович Павлов (нар. 22 травня 1982 року, Полтава) — російський волейболіст українського походження, діагональний нападник, майстер спорту РФ міжнародного класу. Володар призу Андрія Кузнецова сезону 2013/2014, з 2007 року — громадянин Росії.

## Біографія
Микола Павлов починав займатися волейболом у Полтаві у тренерів Владислава Агасьянца і Тетяни Бужинської. У 1999 році виступав за юніорську збірну України, яка посіла 5-е місця на чемпіонаті Європи в Польщі і чемпіонаті світу в Саудівській Аравії. До 2005 року грав у харківській «Юракадемії», ставши дворазовим володарем Кубка України і дворазовим віце-чемпіоном країни. У Харкові закінчив Національну юридичну академію України імені Ярослава Мудрого.
У 2005 році у складі національної збірної України грав на фінальному турнірі чемпіонату Європи. У тому ж році продовжив клубну кар'єру в Росії, ставши гравцем московського «Променя».
Після закінчення сезону-2005/06 «Промінь» розформували, і Павлов разом із групою гравців столичної команди і її тренером Павлом Борщем перейшов до новосибірського «Локомотива». У сезоні-2006/07 «Локомотив», який проводив перший сезон у Суперлізі після повернення з вищої ліги «А», зайняв 10-е місце. 29 квітня 2007 року в Новосибірську в зустрічі турніру за 9-12-е місця проти «Нафтовика Башкортостану» Павлов набрав 39 очок, встановивши рекорд чемпіонату за результативністю за матч.
Влітку 2007 року Павлов прийняв російське громадянство і до 2011 року продовжував залишатися одним з лідерів «Локомотива».
У чемпіонатах країни 2007-2010 років він входив до трійки кращих за результативністю за сезон. У грудні 2010 року виграв Кубок Росії і титул найціннішого гравця «Фіналу чотирьох» у Новосибірську.
У 2011-му став найкращим подаючим.
У 2011 році увійшов до заявки збірної Росії на Світову лігу, 20 травня в Міличі зіграв у товариському матчі зі збірною Польщі, разом з командою готувався до турніру Світової ліги, однак при неможливості включати в заявку на матчі двох натуралізованих гравців і травмі зв'язуючого Сергія Макарова головний тренер довірив місце в складі Олександру Бутько, у минулому зв'язуючому збірної Білорусії.
У сезоні-2011/12 Павлов виступав за московське «Динамо» і став володарем Кубка Європейської конфедерації волейболу. Разом з «Динамо» також завоював срібну медаль російського чемпіонату.
У травні 2012 року підписав контракт із «Губернією». У сезоні-2012/13 команда зайняла 4-е місце в першості Суперліги. Павлов став другим за результативністю гравцем турніру і отримав виклик в збірну країни.
7 червня 2013 року в Калінінграді Павлов провів перший офіційний матч за національну команду Росії. Виходив у стартовому складі в усіх матчах Світової ліги 2013 року, набирав у середньому більше 20 очок за гру. Нагороджений призом найціннішому гравцеві турніру. У тому ж сезоні в складі збірної Росії виграв чемпіонат Європи і срібло на Великому чемпіонському Кубку.
У березні 2014 року Павлов вдруге в кар'єрі грав у вирішальних матчах Кубка Європейської конфедерації волейболу. У тому ж сезоні став найрезультативнішим гравцем чемпіонату Росії (528 очок в 28 матчах) і отримав приз Андрія Кузнєцова.
У сезоні 2014/15 Павлов, через низку травм, грав за «Губернію» нерегулярно. У 2015 році не виступав за збірну.
У серпні 2015 року перейшов з «Губернії» в італійську «Латину».
Після сезону в Італії повернувся в Росію і знову став гравцем новосибірського «Локомотива».
З січня 2020 року виступав за словацький «Пр'євідза». Завоював Кубок країни і провів 6 матчів в рамках національного чемпіонату, який був зупинений після першого раунду плей-офф без визначення переможця в зв'язку з поширенням коронавирусной інфекції COVID-19.
У липні 2020 року оголосив про завершення ігрової кар'єри і перейшов на роботу на посаді спортивного директора новосибірського «Локомотива».

## Досягнення

### У збірній РФ
- Переможець Світової ліги (2013).
- Чемпіон Європи (2013).
- Срібний призер Всесвітнього Кубка чемпіонів (2013).

### У клубах
- Срібний (2002/03, 2003/04) і бронзовий (2000/01, 2001/02) призер чемпіонатів України.
- Володар Кубка України (1998, 2003).
- Срібний (2011/12) і бронзовий (2016/17) призер чемпіонатів Росії.
- Володар Кубка Росії (2010), фіналіст Кубка Росії (2009, 2016).
- Володар Кубка Словаччини (2019/20).
- Володар Кубка Європейської конфедерації волейболу (2011/12), фіналіст Кубка CEV (2013/14).

### Індивідуальні
- Найцінніший гравець (MVP) фіналу Кубка Європейської конфедерації волейболу (2012).
- Кращий діагональний чемпіонату України (2002/03).[15]
- MVP і кращий нападаючий «Фіналу чотирьох» Кубка Росії (2010).
- MVP фіналу Кубка Словаччини (2020).
- MVP «Фіналу шести» Світової ліги (2013).